# Бабич Костянтин Миколайович
Ба́бич Костянти́н Микола́йович (нар. 6 травня 1975, Нікополь, Дніпропетровська область) — український футболіст, нападник.

## Кар'єра
Вихованець нікопольської ДЮСШ-1, перший тренер — В. І. Терещенко. На початок 2009 року — найкращий бомбардир футбольного клубу «Іллічівець», за який забив 44 голи, всі у Вищій лізі.
Всього у Вищій / Прем'єр лізі України провів 289 матчів, забив 66 голів.
Учасник Єврокубків у складі «Чорноморця» та «Ворскли».